# 天竺德兵衛

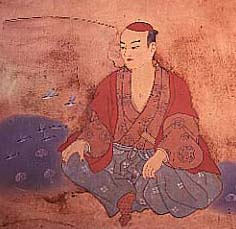
天竺德兵衛、17世紀

天竺德兵衛(てんじく とくべえ，1612年—?）是江戶時代前期的商人、探險家。

## 人物
慶長17年（1612年），生於播磨國加古郡高砂町（現・兵庫縣高砂市），據說父親是塩商。
寛永3年（1626年），15歲之時，作為京都角倉家朱印船的書役，前往越南、暹羅（現・泰國）等地。寛永7年（1630年），搭乘耶楊子的船前往天竺（印度），據說遠達恆河的源流。從此被稱作「天竺德兵衛」。
歸國後，江戶幕府實施鎖國政策之後，著作見聞錄『天竺渡海物語』（也稱『天竺聞書』），向長崎奉行提出。見聞錄在鎖國體制下引起世人的關心，廣為流傳，但是，欠缺信憑性的內容相當多。
歿後葬在高砂市的善立寺。

## 戲曲
德兵衛在死後傳說化，江戶時代中期以降，成為近松半二的淨瑠璃『天竺德兵衛鄉鏡』、四代目 鶴屋南北的歌舞伎『天竺德兵衛韓噺』的主人公，使用蝦蟇妖術，博得人氣。

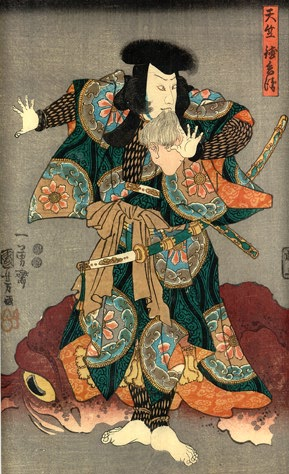
歌舞伎中的德兵衛、18世紀
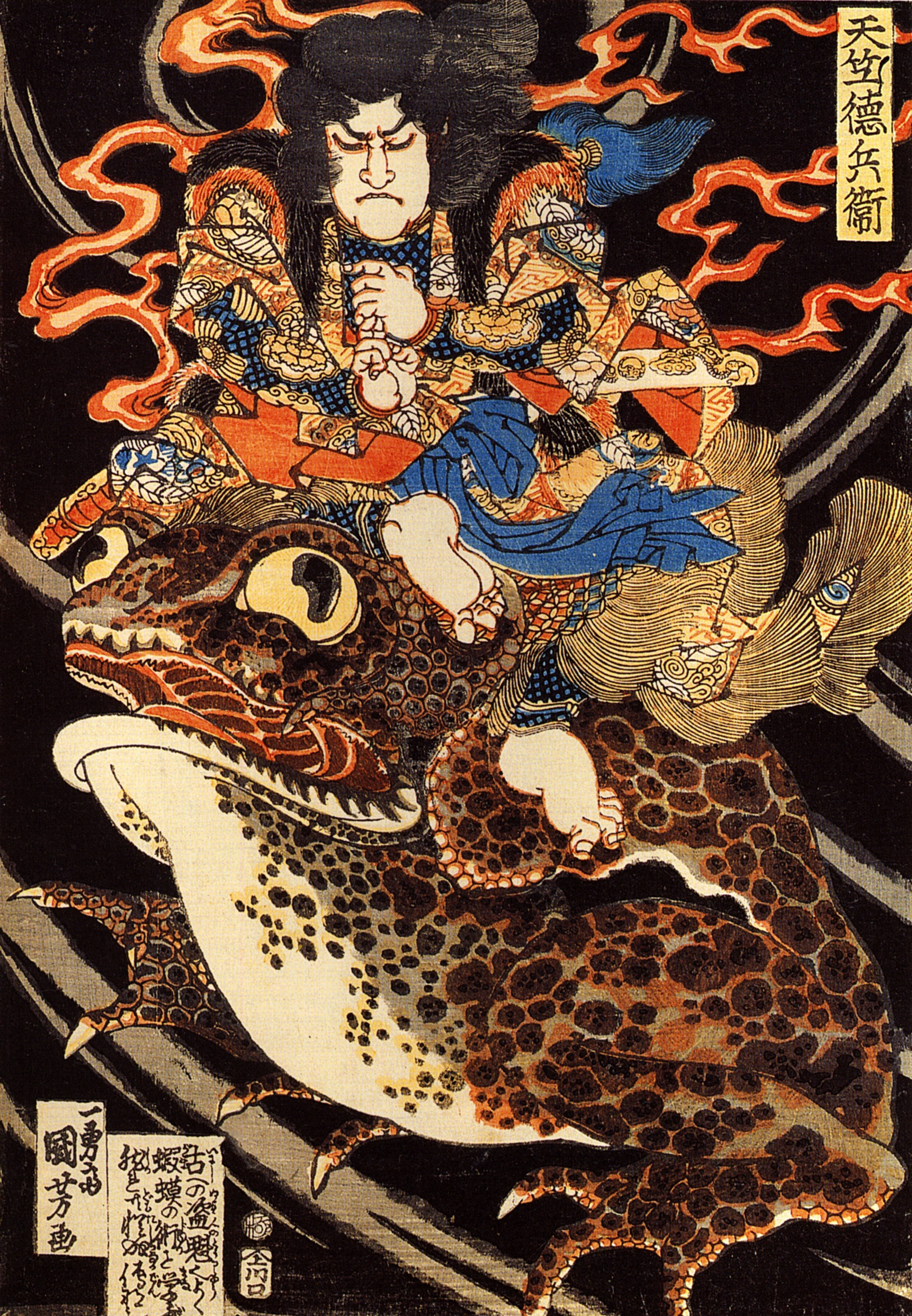
德兵衛、歌川國芳繪

## 外部連結
- 人物と墓所の説明